# Sven Höglund
Sven Höglund (n. 23 octombrie 1910, Vendel, Bretagne, Franța – d. 21 august 1995, Upplands Väsby⁠(d), Comitatul Stockholm, Suedia) a fost un ciclist suedez, medaliat olimpic. A participat la o ediție a Jocurilor Olimpice (1932) în care a câștigat o medalie de bronz.

## Participări
Lista de mai jos prezintă principalele competiții la care a participat Sven Höglund de-a lungul carierei.
- cycling at the 1932 Summer Olympics – men's team road race[*]